# Saint-Aigulin
Saint-Aigulin é uma comuna francesa na região administrativa da Nova Aquitânia, no departamento de Charente-Maritime. Estende-se por uma área de 28,36 km². Em 2010 a comuna tinha 1 942 habitantes (densidade: 68,5 hab./km²).